# Columbia (Maine)
Columbia es un pueblo ubicado en el condado de Washington en el estado estadounidense de Maine. En el Censo de 2010 tenía una población de 486 habitantes y una densidad poblacional de 5,13 personas por km².

## Geografía
Columbia se encuentra ubicado en las coordenadas 44°40′22″N 67°48′35″O / 44.67278, -67.80972. Según la Oficina del Censo de los Estados Unidos, Columbia tiene una superficie total de 94.82 km², de la cual 94.02 km² corresponden a tierra firme y (0.85%) 0.8 km² es agua.

## Demografía
Según el censo de 2010, había 486 personas residiendo en Columbia. La densidad de población era de 5,13 hab./km². De los 486 habitantes, Columbia estaba compuesto por el 97.74% blancos, el 0% eran afroamericanos, el 0.21% eran amerindios, el 0.62% eran asiáticos, el 0% eran isleños del Pacífico, el 1.23% eran de otras razas y el 0.21% pertenecían a dos o más razas. Del total de la población el 2.47% eran hispanos o latinos de cualquier raza.